# Западно-Казахстанский областной историко-краеведческий музей
Западно-Казахстанский областной историко-краеведческий музей (каз. Батыс Қазақстан облыстық тарихи – өлкетану мұражайы) — краеведческий музей в Уральске (Западно-Казахстанская область, Казахстан). Открыт в 1836 году, с 1980 года расположен в историческом здании русско-киргизской школы. Коллекция музея насчитывает более 100 тысяч экспонатов.

## История
Будучи образован в 1836 году это один из старейших музеев в Казахстане. Музей был основан при Уральском войсковом училище М. К. Курилиным. В организации и развитии музея участвовали многие известные учёные: русский естествоиспытатель и путешественник XIX века, исследователь западной части Казахстана Григорий Силыч Карелин (1801—1872), русский зоолог и путешественник Николай Алексеевич Северцов (1827—1885), русский и советский учёный-ихтиолог, географ Лев Семёнович Берг (1876—1950).  
В 1906 году стал действовать как самостоятельный Казачий войсковой музей. Впоследствии музей был перенесён в Уральское реальное училище и стал Музеем истории уральского казачества. Затем на его базе был создан областной историко-краеведческий музей. В 1980 году музей был перенесён в здание бывшей русско-киргизской школы, построенной в 1879 году. В советское время музей был признан лучшим в стране и получил Почётное Красное знамя Министерства культуры СССР.

## Экспозиция
Общая площадь музея составляет 2433 м2, экспозиция занимает 1809 м2. Коллекция музея содержит более 100 тыс. экспонатов, которые показывают историю области от палеолита до современного времени. Музей включает 8 залов: археологии, золотоордынского периода и возникновения городища Жайык, истории Младшего жуза, истории Букеевской Орды, истории советского периода, истории искусства, науки и образования в Западно-Казахстанской области, этнографии казахского народа, истории независимого Казахстана.
Экспозиция зала археологии включает орудия труда эпохи палеолита. Здесь представлены появление керамической посуды, начало обработки камня. Коллекция показывает объекты андроновской культуры (наконечники стрел и копий, воинские доспехи, железные орудия труда), серебряные и золотые изделия сакских племен (фалеры (детали украшения конской упряжи), серьги, височные подвески, медальоны, бусы, ожерелья, псалии). Зал Золотой Орды представляет доспехи и орудия того времени: акинаки, лук со стрелами, мечи, сабли и др.. Здесь же находятся предметы найденные при раскопках городища Жайык, такие как керамические плитки, кирпичи, монеты.
В залах Младшего жуза и Букеевской Орды представлены портреты ханов, оружие казахских воинов. Здесь же представлена картина легендарной «Аныракайская битва» и экспонаты периода Жангир-хана.
Зал истории XX века представляет 70-летний период советской власти, включая период репрессий. Здесь представлены предметы, найденные на месте расстрелов, личные вещи, книги скорби, личные дела репрессированных. В зале показано время Великой Отечественной войны, фотографии участников войны уроженцев области, работа эвакуированных в Уральск предприятий, образцы выпускаемой ими продукции для фронта. 
В зале искусства показаны образования первого оркестра народных инструментов имени Курмангазы, рассказано творчество известных артистов Казахстана. В зале истории независимости представлены национальная валюта, фотоматериалы, книги, написанные первым Президентом Н. Назарбаевым.

## Филиалы музея
В музей входят 8 филиалов: Дом-музей Героя Советского Союза М. Маметовой, Дом-музей Емельяна Пугачёва, Дом-музей художника С. Гумарова, Музей природы и экологии, Мемориальный музей М. А. Шолохова в селе Дарьинское, Зелёновского района, Сырымский районный историко-краеведческий музей им. С.Датулы.

## Директоры музея
- Харитонов Г.А. (1947-1959)
- Зимин П.Р. (1960-1965)
- Ершуриева У.И. (1965-1982)
- Кисамбаева Г. (1982-1983)
- Танабаева С.Е. (1984-2008)
- Жоламанов А.Т.(2008-2014)
- Батырханов А.Т.(2014)
- Ерсаев М.Б. (с декабря 2014 года)